# Какучая Варлам Олексійович
Варлам Олексійович Какучая (1905, село Дранди Сухумського округу Кавказького намісництва, тепер село Дранда,  Абхазія, Грузія — 16 квітня 1982, місто Москва, тепер Російська Федерація) — радянський діяч органів державної безпеки, народний комісар (міністр) державної безпеки Північно-Осетинської АРСР, народний комісар внутрішніх справ Абхазької АРСР, народний комісар (міністр) внутрішніх справ Грузинської РСР, генерал-майор. Депутат Верховної Ради СРСР 2-го скликання.

## Біографія
Народився в родині селянина-середняка. У 1917 році закінчив двокласне училище в Сухумському окрузі, в 1925 році — педагогічний технікум у Сухумі. З 1923 року був членом комсомолу.
У вересні 1925 — серпні 1926 року викладав у школі 1-го ступеня в селі Мерхеулі.
У вересні 1926 року вступив на економічний факультет Тифліського університету, але в листопаді 1927 року залишив навчання.
З листопада 1927 до квітня 1928 року працював секретарем відділу обліково-розподільного відділу, завідувачем особистого столу Закавказького транспортного споживчого товариства у Тифлісі.
У квітні 1928 року повернувся на економічний факультет Тифліського університету, навчався до жовтня 1929 року, закінчив три курси.
У жовтні — грудні 1929 року — керуючий справами Колгоспцентру Грузинської РСР.
У січні — березні 1930 року — секретар агітаційно-масового відділу ЦК КП(б) Грузії.
З березня 1930 року служив в органах внутрішніх справ та держбезпеки. У березні 1930 — травні 1931 року — помічник уповноваженого Тифліського районного відділу ДПУ в селі Караязи.
У травні 1931 — 1937 року — начальник Караязського районного відділу ДПУ—НКВС Грузинської РСР.
Член ВКП(б) з грудня 1936 року.
У 1937—1938 роках — начальник Зугдідського районного відділу НКВС Грузинської РСР.
До жовтня 1938 року — помічник начальника відділу УДБ НКВС Грузинської РСР.
У жовтні — грудні 1938 року — 1-й секретар Потійського міського комітету КП(б) Грузії.
29 грудня 1938 — 2 квітня 1939 року — помічник начальника слідчої частини НКВС СРСР. Належав до наближених і довірених осіб Лаврентія Берії.
10 травня 1939 — 26 лютого 1941 року — народний комісар внутрішніх справ Абхазької АРСР. З грудня 1940 до 26 лютого 1941 року — 1-й заступник народного комісара внутрішніх справ Грузинської РСР.
26 лютого — 31 липня 1941 року — народний комісар внутрішніх справ Грузинської РСР.
15 серпня — 3 жовтня 1941 року — заступник народного комісара внутрішніх справ Грузинської РСР.
3 жовтня 1941 — 18 січня 1942 року — заступник начальника 2-го відділу НКВС СРСР у Москві.
18 січня 1942 — 7 травня 1943 року — заступник начальника 4-го управління НКВС СРСР у Москві.
7 травня 1943 — 26 березня 1947 року — народний комісар (міністр) державної безпеки Північно-Осетинської АРСР.
Одночасно, з 1945 до 1946 року — заступник уповноваженого НКВС СРСР в окупованій Німеччині.
26 березня — 13 серпня 1947 року — в розпорядженні управління кадрів МДБ СРСР.
13 серпня 1947 — 31 жовтня 1951 року — заступник начальника УМДБ по Новосибірській області.
31 жовтня 1951 — 25 березня 1952 року — в розпорядженні 1-го Управління МДБ СРСР.
25 березня 1952 — 16 березня 1953 року — заступник начальника УМДБ по Ростовській області.
16 (21) березня — 10 квітня 1953 року — міністр внутрішніх справ Грузинської РСР.
10 квітня — 5 липня 1953 року — начальник Управління контррозвідки (УКР) МВС Закавказького військового округу.
5 липня 1953 року заарештований. 17 липня 1956 року засуджений військовим трибуналом Закавказького військового округу до 15 років позбавлення волі за ст. 58-7, 58-2 КК РРФСР. Відбував покарання у виправно-трудовому таборі в Мордовській АРСР, звільнений 4 липня 1968 року після відбуття терміну. Не реабілітований.
Помер 16 квітня 1982 року в Москві.

## Звання
- лейтенант державної безпеки (13.01.1936)
- майор державної безпеки (29.12.1938)
- комісар державної безпеки (14.02.1943)
- генерал-майор (9.07.1945)

## Нагороди
- три ордени Червоного Прапора (13.12.1942, 8.03.1944, 24.11.1950)
- орден Кутузова ІІ ст. (24.02.1945)
- орден Трудового Червоного Прапора (24.02.1941)
- два ордени Червоної Зірки (26.04.1940, 4.12.1945)
- орден «Знак Пошани» (28.11.1941)
- медаль «За бойові заслуги»
- медаль «За оборону Кавказу»
- медаль «За перемогу над Німеччиною у Великій Вітчизняній війні 1941—1945 рр.» (1945,)
- медалі
- нагрудний знак «Заслужений працівник НКВС» (28.01.1944)